# شلی لوبن
شلی لوبن (متولد ۱۸ می ۱۹۶۸–۹ فوریه ۲۰۱۹) یک هنرپیشه سابق فیلم‌های پورنوگرافی آمریکا است که تحت نام روکسی به فعالیت در صحنه می‌پرداخت.

## خروج از صنعت سکس
بعد از اینکه صنعت سکس را ترک کرد، او تبدیل به یک مسیحی دوباره متولد شده و به یک فعال ضد صنعت پورن تبدیل شد. او بنیان‌گذار و مدیر اجرایی بنیاد پینک کراس (صلیب صورتی) است، که به زنان و مردان درگیر صنعت پورن برای خارج شدن از آن کمک می‌کند و همچنین پیرامون شرایط کاری خطرناکی که او در صنعت پورن تجربه کرده‌است در تالارهای عمومی صحبت می‌کند، که شامل تجربه‌های شخصی او مثل تبخال ناحیهٔ تناسلی و HPV که منجر به سرطان زودهنگام گردن رحم می‌شود.